# Bijela (Czarnogóra)
Bijela (cyr. Бијела) – miasto w Czarnogórze, w gminie Herceg Novi. Jest położone nad Zatoką Kotorską. W 2011 roku liczyło 3691 mieszkańców.